# Миљаковачка шума
Миљаковачка шума је споменик природе и једна од парк-шума Београда. Налази се у јужном делу града у општини Раковица, на 12 километара удаљености од центра града изнад насеља Миљаковац и изнад долине Манастирског потока. Миљаковачка шума је једна од 19 парковских шума Београда. Ова шума има изузетан еколошки значај за општину Раковица, али и читав град Београд.

## О шуми
Миљаковачка шума је од 2010. године заштићени споменик природе. Популарно је место за пинкик, спортске активности и шетњу мештана Раковице. У шуми се налази неколико пешачких стаза, стаза за бициклисте, док је пинкин зона опремљена клупама и столовима. Споменик природа Миљаковачка шума поверен је на управљање Јавном предузећу за газдовање шумама Србијашуме, Шумском газдинству Београд и Шумској управи Авала.

## Положај шуме
Налази се у јужном делу града у општини Раковица, насеље Миљаковац. Налази се на 12 километара удаљености од центра града изнад насеља Миљаковац и изнад долине Манастирског потока.. Миљаковачка шума је заправо посед Српске православне цркве и налази се у непосредној близини манастира Раковице у којој је сахрањен Патријарх српски Павле.. Због простирања на манастирском поседу, шуму зову и Манастирска шума. Простирена се на површини од 85,59 хектара, а у њеној непосредној близини налази се и Парк миљаковачки извори.

## Заштита шуме
Шуме има велики еколошки значај за шире београдски подручје, па је зато 2010. године проглашена заштићеном као Споменик природе и води се као заштићено подручје III категорије, којим управља Јавном предузеће Србијашуме Површина заштићеног подручја и целе шуме је 84,72 хектара.

## Биљни и животињски свет
Након урбанизације и ширења града, површина Миљаковачке шуме се смањивала, али у овој шуми, као делу некадашњих храстових шума и данас се налазе врсте које су карактеристичне за шумски појас од Кошутњака до Авале. Због изузетних услова, на малом простору шуме нашле су се различите шумске заједнице. Миљаковачка шума позната је по очуваности храстова сладуна и цера, као и заједници сладуна и цера са костриком, која је реликтна врста, што је карактеристрика за шумадијски део Србије. У шуми је евидентирано 105. биљних врста, а неке од њих су : цер, сладун, китњак, јасен, брест, липа, црвени и бели глог, дрењина, ружа као и многе друге. Стационирана у урбаном делу града, Миљаковачка шума је од великог значаја за сав живи свет и незамењив је дом за велики број животињских врста. На подручју шуме евидентирано је 284. врста односно 184. врсте инсеката, 11 врста водоземаца и гмизаваца, 58. врста птица и 31. врста сисара. Шума обилује са доста врста инсеката, због великог броја стабала храста, који су за њих погодно станиште. Постоји неколико врста инсекта који су на светској листи угрожених врста, а налазе се у овој шуми. Треба издвојити трчуљка (лат.cicindela hibrida), кога још и зову тигар буба и он је најбрже створење на планети. У Миљаковачкој шуми се донедавно могао видети један од најлепших шумских лептира, смеђи честарац (лат. limenitis camilla), који је био симбол ове шуме, а данас је више не настањује.

## Галерија
- Земљана стаза кроз шуму
- Поглед на густи предео шуме
- Шумске печурке